# Mula (Aguas Buenas)
Mula es un barrio ubicado en el municipio de Aguas Buenas en el estado libre asociado de Puerto Rico. En el Censo de 2010 tenía una población de 3842 habitantes y una densidad poblacional de 579,68 personas por km².

## Geografía
Mula se encuentra ubicado en las coordenadas 18°14′54″N 66°7′50″O / 18.24833, -66.13056. Según la Oficina del Censo de los Estados Unidos, Mula tiene una superficie total de 6.63 km², de la cual 6.63 km² corresponden a tierra firme y (0.04%) 0 km² es agua.

## Demografía
Según el censo de 2010, había 3842 personas residiendo en Mula. La densidad de población era de 579,68 hab./km². De los 3842 habitantes, Mula estaba compuesto por el 75.09% blancos, el 10.15% eran afroamericanos, el 0.44% eran amerindios, el 0.26% eran asiáticos, el 9.94% eran de otras razas y el 4.11% pertenecían a dos o más razas. Del total de la población el 99.3% eran hispanos o latinos de cualquier raza.